# How to Let Go
| Совокупная оценка    | Совокупная оценка |
| Источник             | Оценка            |
| -------------------- | ----------------- |
| AnyDecentMusic?      | 7.3/10            |
| Metacritic           | 77/100            |
| Оценки критиков      |                   |
| Источник             | Оценка            |
| AllMusic             | [ 1 ]             |
| Clash                | 8/10              |
| DIY                  | [ 5 ]             |
| Gigwise              | [ 6 ]             |
| The Independent      | [ 7 ]             |
| The Line of Best Fit | 8/10              |
| NME                  | [ 9 ]             |
| NRK P3               | 5/6               |
| Pitchfork            | 5.4/10            |
| The Skinny           | [ 12 ]            |

How to Let Go — второй студийный альбом норвежской певицы и автора Сигрид, вышедший 6 мая 2022 года на лейбле Island Records.

## История
После полуторагодичного перерыва Сигрид вернулась, выпустив сингл «Mirror» 26 мая 2021 года, за которым последовал релиз «Burning Bridges» 25 августа того же года. 5 ноября 2021 года она выпустила рождественскую версию своего трека 2019 года «Home to You», записанного тогда для саундтрека к фильму «The Aeronauts». Рождественская версия называлась «Home to You (This Christmas)». 19 января 2022 года она выпустила совместный трек с английской певицей и автором-исполнителем Griff (Сарой Гриффитс), который стал их первым совместным треком, однако эта песня не вошла во второй студийный альбом Сигрид. После выхода песни «It Gets Dark» 9 марта 2022 года Сигрид объявила, что её второй студийный альбом выйдет 6 мая 2022 года, а также поделилась обложкой и трек-листом альбома в своих социальных сетях.

## Отзывы
Honestly, Nevermind был встречен в целом положительными отзывами музыкальных критиков. На сайте Metacritic, который присваивает рецензиям профессиональных изданий нормализованный рейтинг из 100, альбом получил средний балл 77 на основе 8 обзоров, что указывает на «в целом положительные отзывы». Агрегатор AnyDecentMusic? дал ему 7,3 балла из 10 на основе своей оценки критиков.
В статье для AllMusic Нил З. Йенг назвал альбом «освежающим и даже более проницательным, чем её дебют», а также отметил, что «растущая артистка выбирает позитивный, утвердительный путь в песнях How to Let Go, в которых сливаются мерцающие жемчужины дэнс-попа и баллады среднего темпа размером с арену», добавив, что этот проект — «более состоявшийся акт».
Джем Стоукс из The Clash отмечает, что How to Let Go — это альбом о расширении собственных возможностей, который читается как личный дневник Сигрид с подробным описанием эпизодов роста и уроков любви [с] Сигрид отказывается от своего прошлого в пользу роста и вдохновляет других сделать то же самое".
Дэвид Роскин из Gigwise поставил альбому оценку 7 из 10 звезд и написал, что How to Let Go «может быть коллекцией поп-бэнгов, погружаясь в фолк и диско, но прежде всего, это смелое и дерзкое путешествие Сигрид к свободе».
Иззи Сигстон из The Line of Best Fit описал проект как «лоскутное одеяло органического роста и размышлений» и заявил, что «Сигрид продолжает зажигать души своим прогрессивным, но в то же время мгновенно узнаваемым альбомом».
Ник Левин из NME оценил альбом в 4 из 5 звезд и сказал: «Если How to Let Go — это альбом о принятии жизни во всей её хаотичной и противоречивой славе, то, несомненно, свидетельством его успеха является то, что пластинка получилась настолько жизнеутверждающей. Как и в лучшей поп-музыке, здесь чувствуется, что кто-то протянул руку, чтобы сказать, что он точно знает, что вы чувствуете».

## Список композиций
Слова и музыка всех песен — Сигрид Сольбакк Робе, Sylvester Sivertsen, Caroline Ailin, кроме обозначенных. Все треки спродюсированы Sly, кроме обозначенных..
| №                   | Название                            | Автор(ы)                                     | Продюсеры                  | Длительность |
| ------------------- | ----------------------------------- | -------------------------------------------- | -------------------------- | ------------ |
| 1.                  | «It Gets Dark»                      | Сигрид Робе Sylvester Sivertsen Emily Warren |                            | 3:23         |
| 2.                  | «Burning Bridges»                   |                                              |                            | 2:52         |
| 3.                  | «Risk of Getting Hurt»              |                                              |                            | 3:00         |
| 4.                  | «Thank Me Later»                    |                                              |                            | 3:30         |
| 5.                  | «Mirror»                            | Робе Sivertsen Ailin Warren                  |                            | 2:36         |
| 6.                  | «Last to Know»                      |                                              | Sly Askjell                | 3:12         |
| 7.                  | «Dancer»                            |                                              |                            | 2:46         |
| 8.                  | «A Driver Saved My Night»           |                                              |                            | 2:47         |
| 9.                  | «Mistake Like You»                  | Робе Warren Martin Sjølie                    | Sly Sjølie Ailin [a]       | 3:31         |
| 10.                 | «Bad Life» (с Bring Me the Horizon) | Робе Oliver Sykes Jordan Fish                | Evil Twin Zakk Cervini [a] | 3:46         |
| 11.                 | «Grow»                              | Робе John Hill Sarah Aarons                  | Sly Hill                   | 3:14         |
| 12.                 | «High Note»                         | Робе Sivertsen Ailin Andreas Lund            |                            | 2:53         |
| Общая длительность: | Общая длительность:                 | Общая длительность:                          | Общая длительность:        | 37:30        |

| №                   | Название                                  | Автор(ы)                                                      | Длительность |
| ------------------- | ----------------------------------------- | ------------------------------------------------------------- | ------------ |
| 13.                 | «Lost» (Apple Music home session)         | Christopher Breaux James Ho Micah Otano Edwin Paul Shelton II | 3:25         |
| 14.                 | «It Gets Dark» (Apple Music home session) | Робе Sivertsen Warren                                         | 2:44         |
| 15.                 | «Bad Habits» (Apple Music home session)   | Эд Ширан Fred Gibson Johnny McDaid                            | 3:44         |
| 16.                 | «Mirror» (Apple Music home session)       | Raabe Sivertsen Ailin Warren                                  | 2:44         |
| Общая длительность: | Общая длительность:                       | Общая длительность:                                           | 49:27        |

Замечания
- ↑  дополнительный продюсер
- Трек 13, «Lost», это кавер песни, исполненной Фрэнком Оушеном, с альбома Channel Orange (2012)
- Трек 15, «Bad Habits», это кавер песни, исполненной Эдом Шираном, с альбома = (2021)

## Чарты
| Чарт (2022)                          | Высшая позиция |
| ------------------------------------ | -------------- |
| Австралия (Hitseekers Albums, ARIA)  | 15             |
| Бельгия/Фландрия (Ultratop)          | 100            |
| Германия (Offizielle Top 100)        | 61             |
| Ирландия (IRMA)                      | 11             |
| Норвегия (VG-lista)                  | 1              |
| Шотландия (Scottish Albums Chart)    | 4              |
| Швейцария (Schweizer Hitparade)      | 73             |
| Великобритания (UK Albums Chart)     | 2              |
| США (Heatseekers Albums, Billboard)  | 23             |
| США (Current Album Sales, Billboard) | 77             |